# مدال‌آور
مدال‌آور (ژاپنی: メダリスト هپبورن: Medarisuto) یک مجموعه مانگای ژاپنی اثر سورومایکاتاست. این مانگا از مه ۲۰۲۰ در مجلهٔ سینن مانگای ماهنامه افترنون از انتشارات کودانشا منتشر شد و تا ژانویه ۲۰۲۵ در دوازده جلد تانکوبون جمع‌آوری شد. یک مجموعه تلویزیونی انیمه اقتباسی تولید ENGI از ژانویه ۲۰۲۵ در حال پخش است.

## داستان
اینوری یویتسوکا، دختری ۱۱ ساله است که آرزو دارد به یک اسکیت باز تبدیل شود؛ اما معمولاً بچه‌ها از سنین پایین‌تری شروع به یادگیری اسکیت می‌کنند. علاوه بر این، از آنجایی که خواهر بزرگترش در اسکیت با شکست مواجه شد، مادر اینوری مخالف تجربه دوباره این ماجرا توسط اوست. روزی اینوری با سوکاسا آکئوراجی، یک حرفه‌ای که در آستانه کنار گذاشتن اسکیت رقابتی است، ملاقات می‌کند. سوکاسا موافقت می‌کند که مربی او شود و به او کمک کند رویاهایش را تحقق بخشد. اطرافیان اینوری به زودی متوجه می‌شوند که او در این ورزش استعداد خارق‌العاده‌ای دارد و هر دو با هم برای رسیدن به هدف نهایی اینوری یعنی کسب مدال طلای المپیک تلاش می‌کنند.